# Ctenomys lami
Ctenomys lami es una especie de roedores en la familia Ctenomyidae. Es endémica de una zona en el estado de Río Grande do Sul al sur de Brasil. Su hábitat está en la vecindad de dunas de arena. La especie se encuentra amenazada por la urbanización y la conversión de su hábitat en zonas agrícolas.